# Prorachthes pleskei
Prorachthes pleskei är en tvåvingeart som beskrevs av Paramonov 1927. Prorachthes pleskei ingår i släktet Prorachthes och familjen svävflugor. Inga underarter finns listade i Catalogue of Life.